# Cecil von Bonde
Cecil von Bonde (* 19. Juli 1895 in Kapstadt; † 21. März 1983) war ein südafrikanischer Meeresbiologe und Ozeanograph.
Cecil van Bonde studierte Zoologie an der Universität Kapstadt und wurde nach der Promotion 1918 Senior Lecturer in Zoologie. Danach studierte er Ozeanographie an der University of Liverpool, wobei er 1924/25 Lecturer in Zoologie war. Anschließend kehrte er an die Universität Kapstadt zurück und wurde nach dem Tod von J. D. F. Gilchrist Leiter der Fakultät für Zoologie. 1928 wurde er Direktor für Fischerei und staatlicher Meeresbiologe von Südafrika. 1932 besuchte er Nordamerika und 1937 Europa einschließlich Deutschland. 1946 wurde er in das Beratungskomitee für Fischerei der F.A.O. gewählt und 1949 in die internationale Walfangkommission. Er war bis 1952 Direktor der Fischerei in Südafrika und spielte eine wichtige Rolle in deren Entwicklung. 1952 bis 1960 war er Direktor der Fisheries Development Corporation of South Africa. Im Ruhestand zog er nach Knysna.
Er war Fellow der American Association for the Advancement of Science und der Royal Society of South Africa.